# École supérieure d'art et de design Marseille-Méditerranée
Pour les articles homonymes, voir École des beaux-arts.
L’École des beaux-arts de Marseille (devenue en 2012 l'École supérieure d'art et de design Marseille-Méditerranée), est une école supérieure d'art et de design publique qui appartient à l'établissement d'enseignement artistique supérieur constitué en établissement public de coopération culturelle (EPCC) par la Ville de Marseille et l'État (ministère de la Culture) en 2012, renommé en 2020 : Institut national supérieur d'enseignement artistique Marseille Méditerranée (INSEAMM). Il est sous la tutelle pédagogique du ministère de la Culture.
L'INSEAMM comprend aussi le conservatoire national à rayonnement régional de Marseille, et l’Institut national de Formation artistique Marseille Méditerranée.

## Histoire

### Fondation de l'Académie de peinture et de sculpture de Marseille

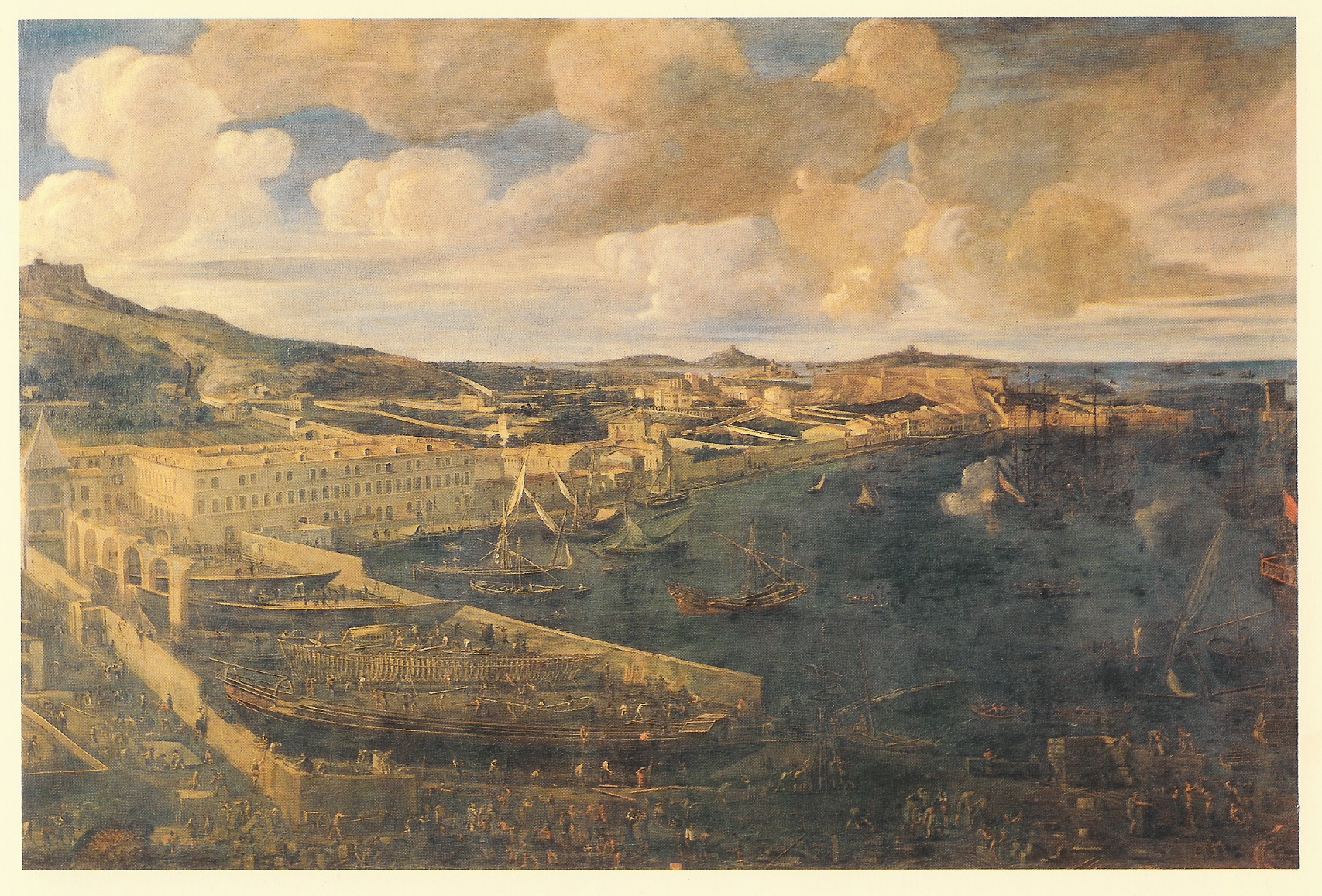
Jean-Baptiste de La Rose, Arsenal des Galères de la ville de Marseille (1666), Marseille, musée de la Marine. Siège de l'Académie de peinture et de sculpture.

L'Académie de peinture et de sculpture de Marseille est à l'origine de l'actuelle École supérieure des beaux-arts de Marseille et de l'École nationale supérieure d'architecture de Marseille et ne doit pas être confondue avec l'Académie de Marseille, société savante créée en 1726.
Elle fut fondée en 1752, autorisée par lettres patentes et ouverte à Marseille sous la protection d'Honoré-Armand, duc de Villars, gouverneur de Provence.
Le peintre Michel-François Dandré-Bardon en est nommé directeur perpétuel, et le sculpteur Jean-Michel Verdiguier, premier secrétaire perpétuel. Les peintres Jean-Joseph Kapeller et Étienne Moulinneuf sont des membres fondateurs. L'initiative de la création de cette école de peinture revient aussi dans une moindre mesure à Jacques-Antoine Beaufort et Jean-César Fenouil.
Une subvention annuelle de 3 000 livres lui est accordée par la Ville de Marseille. Les dépenses d'installation de l'Académie en 1753 sont supportées par tous les professeurs et Verdiguier et Kapeller prennent à leur charge la fourniture des prix remis aux élèves doués. Kapeller devient secrétaire en 1753 puis secrétaire perpétuel de 1756 à 1787, lorsqu'un arrêt du Conseil d'État reconnaît officiellement l'Académie en 1756, et enfin directeur-recteur de cette société savante à partir de 1770-1771, succédant alors à Honoré Revelly.
L’école est d’abord installée dans les locaux de l’arsenal qui venait d’être transféré à Toulon puis aux allées de Meilhan. La Révolution française met un terme à toute activité au sein de l'établissement.
En 1779, les besoins financiers de l'académie marseillaise dépassent nettement le montant des sommes allouées par les échevins municipaux. Ces difficultés financières sont dues notamment au déménagement du siège de la compagnie hors de l'Arsenal des galères — où elle était logée gratuitement depuis 1753 — vers les allées de Meilhan où elle s'installe en 1781. Jean-Joseph Kapeller et Étienne Moulinneuf sont nommés députés en qualité de commissaires chargés de tenter d'obtenir de l'hôtel de ville des moyens financiers supplémentaires.

Jean-Joseph Kapeller semble avoir été un des principaux rédacteurs des statuts de l'Académie et le style employé « presque enfantin, tracé par une main inexpérimentée, qui ignore les règles de l'orthographe et les finesses de la langue française », fait sourire les critiques d'art, Étienne Parrocel en tête, qui considèrent le peintre méridional comme un provençal de vieille roche, qui pense dans sa langue maternelle et la traduit dans ce français qui lui est si peu familier : 

« […] Oh ! Messieurs, n'allez pas sourire à la rédaction presque enfantine de ces statuts tracés par une main inexpérimentée, qui ignore les premières règles de l'orthographe et les finesses de la langue française. Kapeller qui tient la plume, dont le pinceau rappelle celui de Joseph Vernet, et dont les compositions gracieuses sont empruntées à son imagination autant qu'à la nature ; Kapeller est un provençal de vieille roche ; il pense dans sa langue maternelle et il la traduit dans ce français qui lui est si peu familier : mais ramenez ses phrases à l'idiome dans lequel Kapeller les a condensées dans son cerveau, elles reprendront aussitôt cette couleur virile, chaude, enthousiaste, pleine de foi et d'amour de la gloire, qui forme le fond de sa nature méridionale par excellence. »

— Étienne Parrocel, Réunion des Sociétés des beaux-arts des départements, 15 au 19 avril 1884, pp. 76 et 77.

### Après la Révolution
L’école est reconstituée en 1796 sous le nom d’école de dessin par le peintre Guenin, et installée au couvent des Bernardines, qui accueille également le lycée impérial, l'Académie de Marseille et le musée des Beaux-Arts de Marseille. Devant l'augmentation du nombre de lycéens et l'étroitesse des lieux, l'École déménage en 1874, et s'installe dans le palais des Arts construit à cette occasion.

### 1968-1969: une nouvelle époque dans le campus de Luminy au sud de Marseille

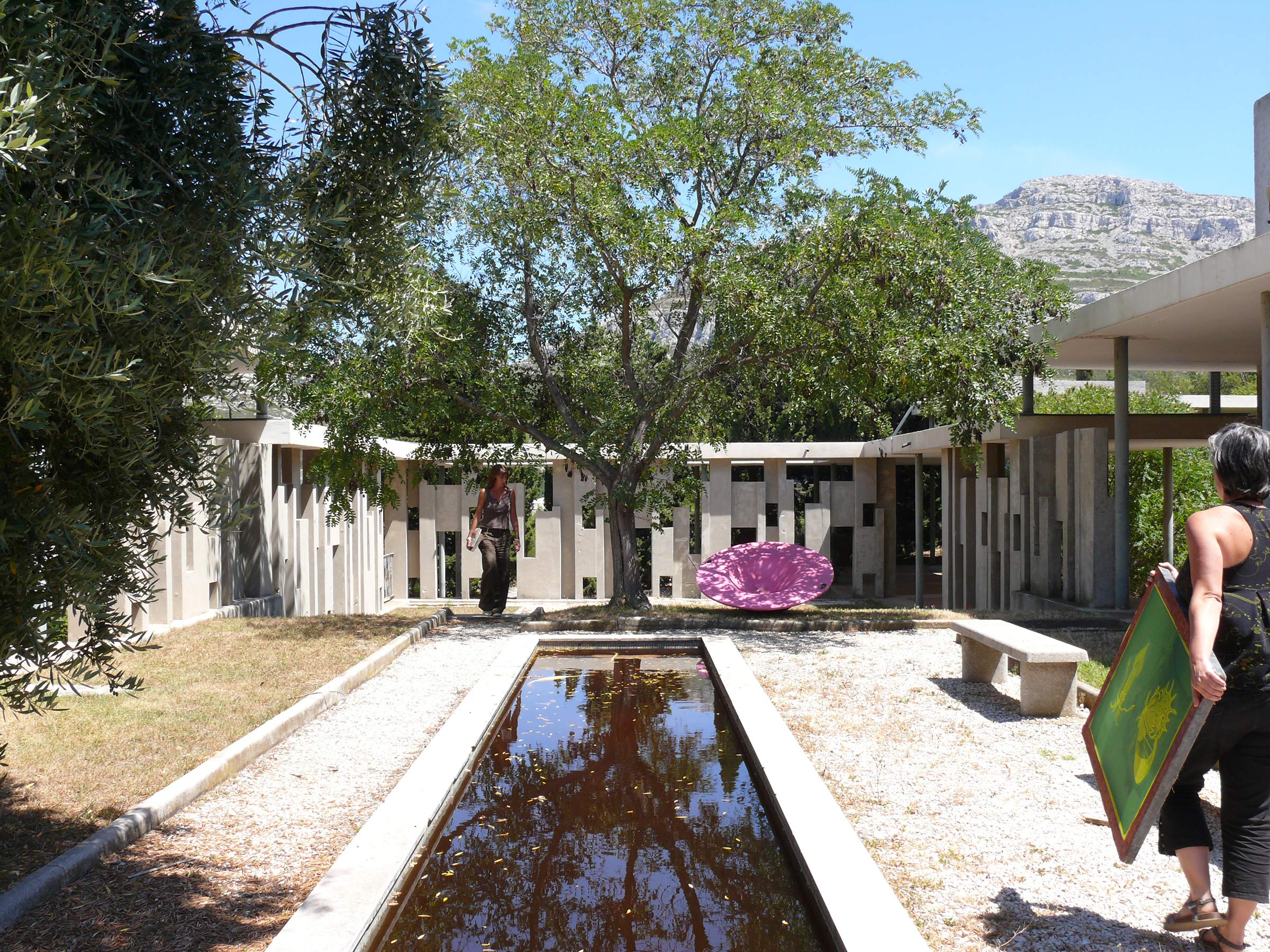
Un des patios de l'école des Beaux-Arts de Marseille (architecte René Egger).

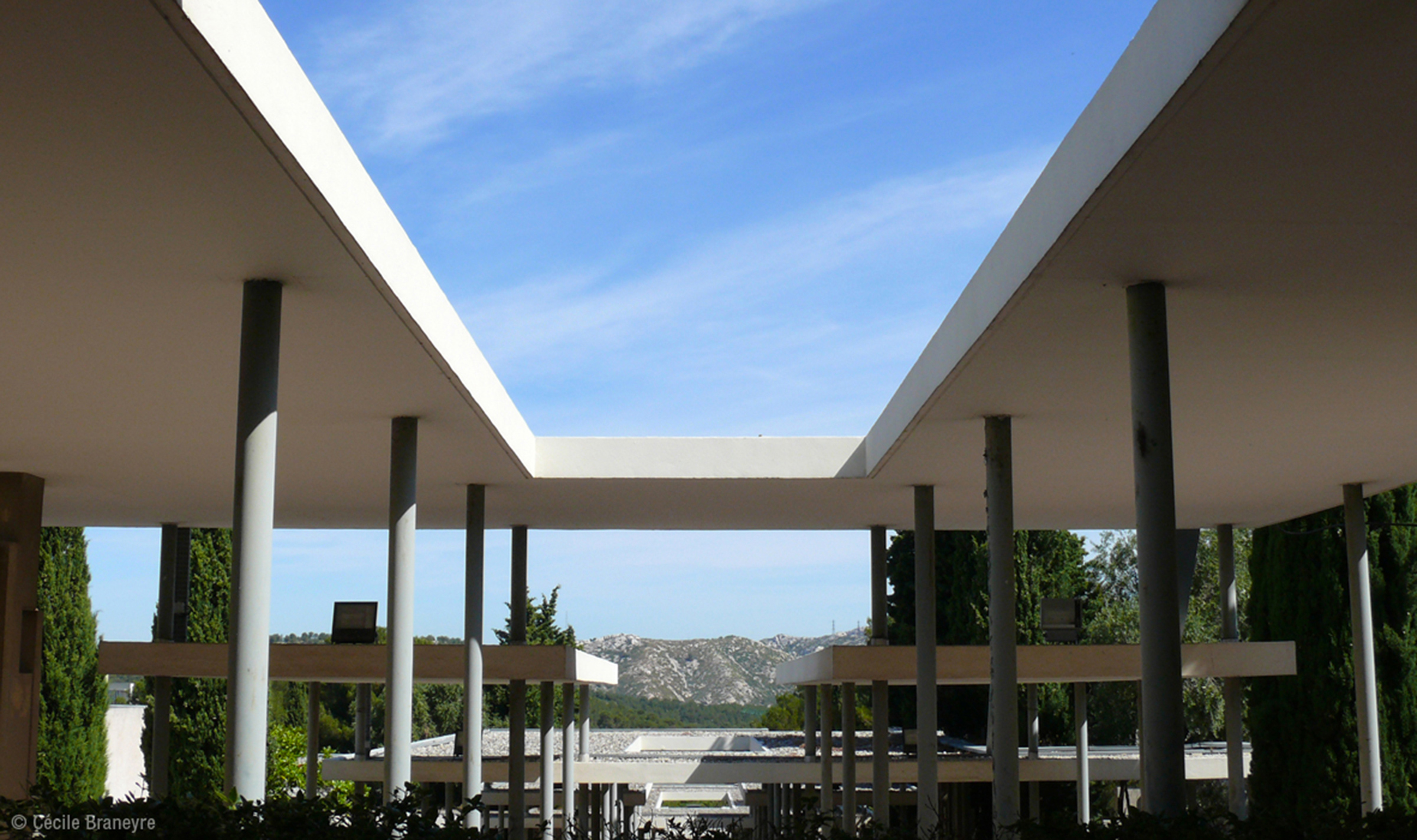
Architecture contemporaine remarquable - René Egger - ESADMM.

L'École connaît des réformes d'enseignement, une augmentation de ses effectifs et l'émergence de nouvelles disciplines. Le 4 mars 1969 est inauguré un nouveau bâtiment à Luminy dans lequel est transférée l'École. Une nouvelle réforme mène à la scission des beaux-arts et de l'architecture, à la fin des années 1970.
Depuis janvier 2012, l’École supérieure des beaux-arts de Marseille a changé de forme juridique, passant d’une régie municipale à un établissement public de coopération culturelle (EPCC), créé conjointement par la Ville de Marseille et l’État. Elle devient l'ESADMM - École supérieure d'art et de design Marseille-Méditerranée. Elle demeure pour sa communication : les Beaux-Arts de Marseille.
Cette nouvelle autonomie de gestion doit favoriser les collaborations entre les structures artistiques et culturelles nationales et internationales et surtout, dans le cadre des accords de Bologne, contribuer à construire un espace européen de l’enseignement supérieur. Ces accords permettent prioritairement la mobilité des enseignants et des étudiants, le développement de diplômes conjoints au plan européen, un système lisible et comparable de diplômes, une coopération européenne en matière d’évaluation et d’assurance qualité, renforçant ainsi l’attractivité de la zone Europe.
Grâce à ces accords, le diplôme national supérieur d’expression plastique, bac+5 (DNSEP), obtient le grade de master 2, et accède à une reconnaissance internationale.
Depuis 2017, le diplôme national d'art (DNA) donne grade de licence.
Le Prix François Bret des Beaux-Arts de Marseille est décerné chaque année par un jury de professionnel.le.s à un.e étudiant.e en art et en design de 5e année.

## Organisation

### Diplômes
La formation est sanctionnée par des diplômes nationaux :
- le diplôme national d'art (DNA), donnant grade de licence, à l’issue de la troisième année : option art ou option design ;
- le diplôme national supérieur d'expression plastique (DNSEP), à l’issue de la cinquième année : option art ou option design.

### Projets

#### Projet Pisourd
L'École des beaux-arts de Marseille est la première école supérieure des beaux-arts en France à avoir mis en place un programme intitulé « Pisourd » : une structure d'accueil, des moyens techniques et humains permettant aux étudiants sourds et malentendants de suivre l'enseignement. Elle fut désignée en 2005 comme site pilote national par le ministère de la Culture et de la Communication.
Elle a introduit l'acquisition et la maîtrise de la langue des signes française dans le programme d'enseignement depuis l'année universitaire 2005-2006.

#### LoAD
La plateforme Laboratoire ouvert Art Design (LoAD) est un lieu destiné à l’enseignement des moyens d’expression les plus contemporains, liés aux innovations technologiques. Cet espace ouvert est un lieu d’échange et de production de savoirs et de créations. Un étudiant ou un porteur de projet peut y rencontrer des compétences complémentaires et nécessaires à la réalisation de son projet. Dotée de caméras Blackmagic, de bancs de montage Avid (image) et Pro Tools (son) cette plateforme labellisée Aix Marseille French Tech est un lieu de travail et d'expérimentation pour les étudiants mais également un pôle de fabrication audiovisuelle pour les entreprises extérieures.

##### Les bases techniques
La pédagogie de l'établissement est fondée sur l’engagement personnel et l’autonomie de l’étudiant. Elle s’articule, dès le premier cycle, sur l’accompagnement du projet artistique individuel. Les étudiants sont donc encouragés, dès leur première année, à mobiliser toutes les ressources techniques, technologiques, humaines et artistiques à leur disposition dans l’école.
La large accessibilité de l’école — le soir et le week-end — constitue un atout pour les étudiants comme pour les professeurs qui peuvent ainsi organiser des activités complémentaires aux enseignements (concerts, conférences, « nocturnes »).
L’accès à certaines bases techniques et technologiques en dehors des heures d’enseignement se fait sur autorisation du directeur général après avis du directeur artistique et pédagogique. Les bases « métal », « bois » et « terre » sont interdites d’accès en dehors de la présence des professeurs, assistants ou techniciens.

### L'institut de formation artistique Marseille Méditerranée IFAMM - Ateliers publics
Cet institut, créé au sein de l'INSEAMM, regroupe les ateliers publics, les stages intensifs et la formation de plasticien·ne·s intervenant·e·s aboutissant au Certificat de formation de plasticien·ne·s intervenant·e·s (CFPI) .

#### Les ateliers publics des Beaux-Arts de Marseille
Les cinq ateliers publics des Beaux-Arts de Marseille, répartis sur le territoire de la ville, accueillent chaque année près de 500 amateurs, enfants, adolescents et adultes, qui viennent y pratiquer les arts plastiques sous la direction d’enseignants artistes.
La proposition pédagogique consiste en une double approche alliant pratique artistique et sensibilisation esthétique pouvant être complétée par une formation plus générale à l’histoire de l’art.
Les ateliers participent aussi à plusieurs événements artistiques : les Arts Éphémères à Maison Blanche et à bien d’autres expositions de fin d’année.

##### Le Certificat de formation de plasticien·ne intervenante (CFPI)
Cette formation théorique et pratique, permet d’élaborer des projets artistiques partagés avec des enfants, des adolescents ou des adultes dans des contextes variés : milieu scolaire, hospitalier, carcéral, entreprises, ateliers publics, commandes participatives, etc.
Elle est assurée par des artistes enseignants ayant une pratique confirmée de plasticiens intervenants avec des groupes d’enfants, d’adolescents et d’adultes, y compris dans des milieux spécifiques : hospitalier, carcéral, handicap, champ social, etc.
Des rencontres avec des partenaires associatifs et institutionnels, des milieux culturels, sociaux et médico-psychologiques, jalonnent le parcours de la formation en construisant des repères indispensables aux bonnes pratiques du plasticien intervenant.
Un stage de 35 heures dans une structure au choix du stagiaire complète les nombreux temps d’observation et de mise en situation.

#### La classe préparatoire
L’école a ouvert à la rentrée 2013 une classe préparatoire aux concours d’entrée des écoles supérieures d’art. Elle permet aux élèves souhaitant avoir une initiation artistique préalable, de pouvoir acquérir des compétences tant pratiques que techniques.
Elle permet aussi aux jeunes intégrant cette formation, de choisir l’orientation la mieux adaptée à leurs aptitudes et à leur souhait professionnel.
L'École des beaux-arts de Marseille est membre de l’APPEA, qui regroupe les classes préparatoires publiques aux écoles supérieures d’art en France.

#### Art-O-Rama
Chaque année, les Beaux-Arts de Marseille présente le travail de jeunes diplômés, notamment les lauréats du prix François Bret (Art et Design) au sein du salon Art-O-Rama. C'est l'occasion pour ces jeunes artistes ou designers de montrer leurs travaux, notamment ceux réalisés en collaboration avec Le Centre international de recherche sur le verre (Cirva) et les arts plastiques.

#### Festival des arts éphémères
L'École des beaux-arts de Marseille est co-organisatrice et partenaire du Festival des arts éphémères se déroulant au parc de la Maison Blanche à Marseille tous les printemps. Les étudiants organisent des ateliers de pratiques amateurs d'art contemporain, l'occasion d'échanges et rencontres avec le grand public.

#### Galeries et expositions
- Luminy-Les galeries : l'école dispose d'espaces d'exposition dans ses murs permettant la présentation des travaux des artistes invités et ses étudiants[20].

#### Échanges internationaux
Les étudiants de 4e année de l’École des beaux-arts de Marseille sont amenés à effectuer des séjours d'études à l'étranger dans le cadre de leur enseignement. Ainsi, des échanges d’étudiants ont lieu avec d’autres écoles des beaux-arts d’Europe, des États-Unis, du Canada, de Mongolie, du Chili ou du Brésil.
Par ailleurs, les étudiants sont invités a visiter des lieux majeurs de la création contemporaine en région, en France et en Europe.

## Personnalités associées

### Directeurs et directrice
- 1961 / 1985 : François Bret ;
- 1985 / 1988 : Bernard Tournois ;
- 1988 / 1991 : Georges Touzenis ;
- 1991 / 1993 : Norbert Duffort ;
- 1993 / 2002 : Michel Enrici ;
- 2003 / 2007 : Otto Teichert ;
- 2008 / 2017 : Jean-Louis Connan ;
- 2012 / 2017 : Jean Mangion (DG de l'EPCC) ;
- Depuis 2017 : Pierre Oudart (DG de l'EPCC) ;
- Depuis le 16 décembre 2020 : Inge Linder-Gaillard.

### Professeurs
- Augustin Aubert, de 1810 à 1845 ;
- Émile Loubon, dès 1845 ;
- Philippe-Auguste Jeanron, dès 1863 ;
- Emmanuel Coulange-Lautrec, dès 1877 ;
- Alphonse Moutte, de 1906 à

1910 ;
- Augustin Aubert ;
- Émile Loubon ;
- Étienne-Prosper Berne-Bellecour (1838-1910) ;
- Jean-Frédéric Canepa (1894-1981) dès 1938 ;
- Édouard Detaille (1848-1912) ;
- François Diana de 1946 à 1973 ;
- Georges Briata (né en 1933) ;
- Piotr Klemensiewicz ;
- Chourouk Hriech.

### Anciens élèves notables
- André-Joseph Allar (1845-1926), sculpteur ;
- Gaudensi Allar (1841-1904), architecte ;
- Émile Aldebert (1828-1929), sculpteur ;
- Raymond Allègre (1857-1933), peintre ;
- Eugène de Barberiis (1851-1937), peintre ;
- Gilles Barbier (né en 1965), plasticien ;
- Georges Briata (né en 1933), peintre ;
- Jacques Van den Bussche (1925-2001), peintre ;
- Charles Camoin (1879-1965), peintre ;
- Auguste Carli (1868-1930), sculpteur, prix de Rome ;
- César (1921-1998), sculpteur ;
- Alice Colonieu (1924-2010), céramiste ;
- Olivier Dahan (né en 1967), cinéaste ;
- François Diana (1903-1993), peintre ;
- Éric Franceschi (né en 1961), photographe ;
- Joseph Inguimberty (1896-1971), peintre ;
- Piotr Klemensiewicz (né en 1956), peintre ;
- Henri-Édouard Lombard (1855-1929), sculpteur, prix de Rome de 1883 ;
- Gabrielle Manglou (1972-), artiste plasticienne ;
- Maoual (né en 1959), peintre ;
- François Maury (1861-1933), peintre ;
- Anita Molinero (née en 1953), plasticienne ;
- Adolphe Monticelli (1824-1886), peintre ;
- Alphonse Moutte (1840-1913), peintre ;
- Jean-Baptiste Olive (1848-1936), peintre ;
- Adèle O'Longh (1974), écrivaine et cinéaste ;
- Yazid Oulab ;
- Bâaziz Hammache, sculpteur ;
- Fernand Pouillon (1912-1986), architecte ;
- François Reynaud (1825-1909), peintre et dessinateur ;
- Antoine Serra (1908-1995), peintre ;
- René Seyssaud (1867-1952), peintre ;
- Michèle Sylvander (1944), artiste française.
- Louis Toncini (1907-2002), peintre ;
- Flore Saunois, artiste plasticienne ;
- Delphine Wibaux, artiste plasticienne ;
- Mathieu K. Abonnenc, artiste plasticien.

Mathou 

Œuvres d'élèves diplômés ou de professeurs des Beaux-Arts de Marseille
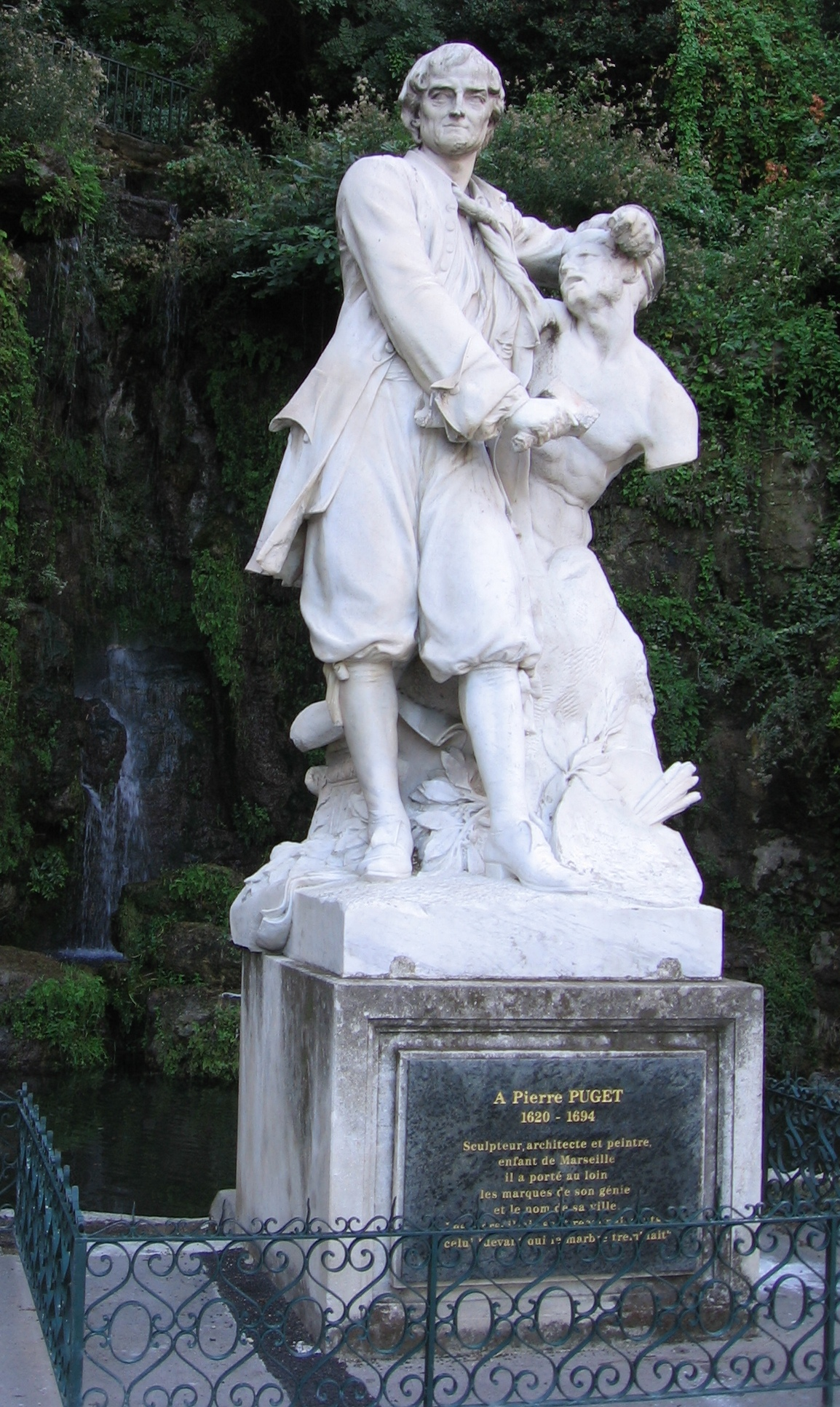
Henri-Édouard Lombard, Monument à Pierre Puget (1906), Marseille, cours Pierre-Puget.
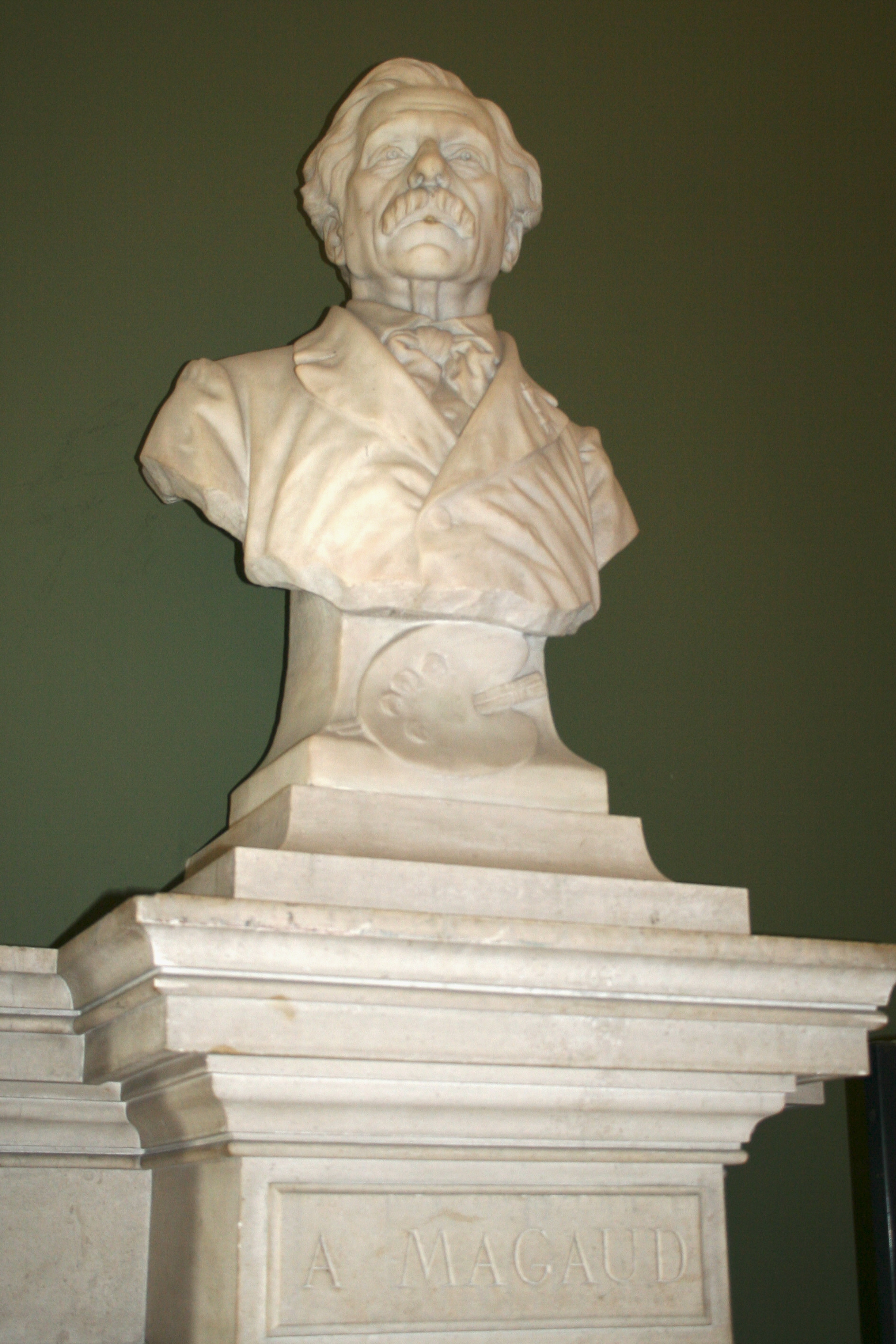
Émile Aldebert, Aldebert Magaud (1910), palais des Arts de Marseille.
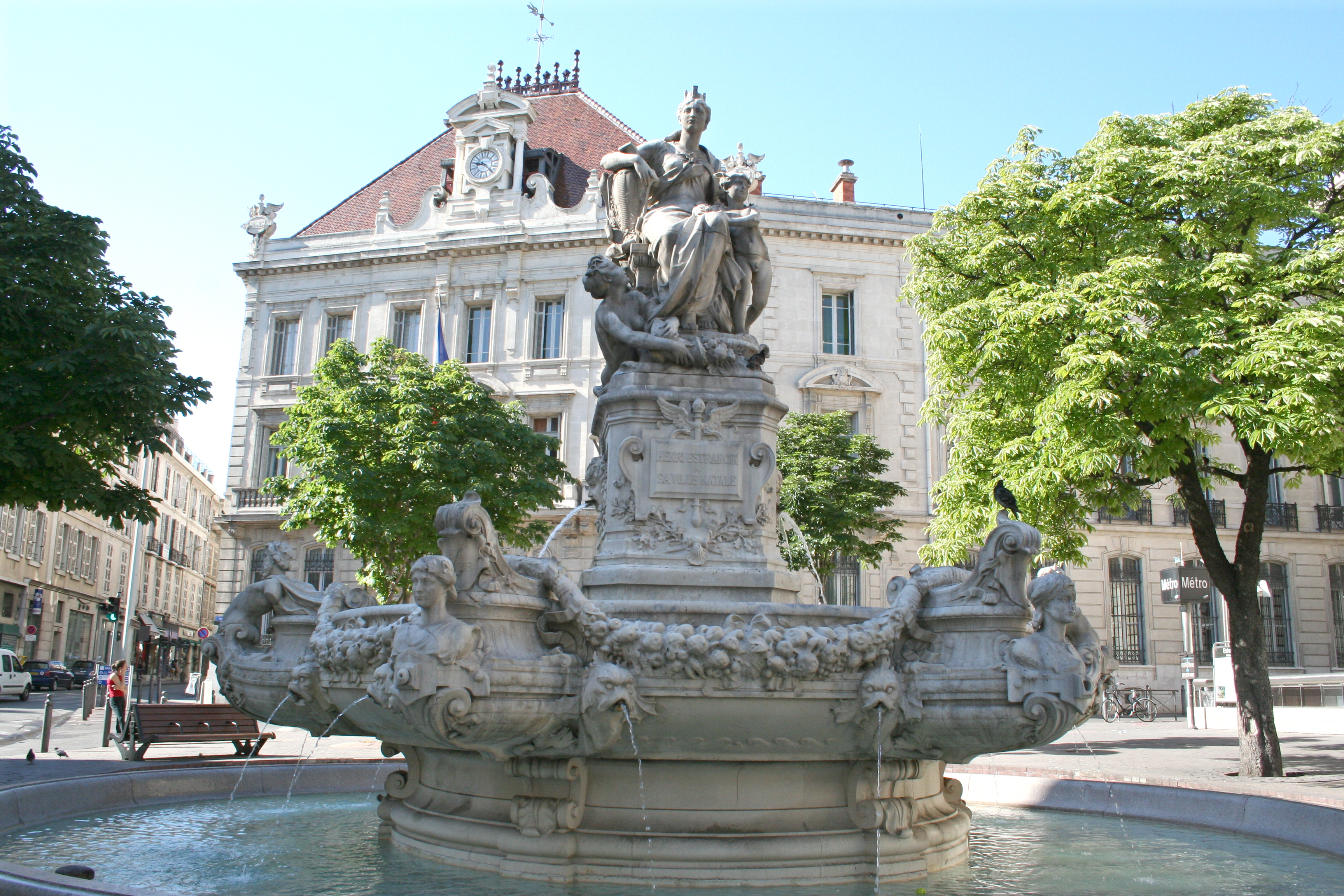
André-Joseph Allar, la fontaine Estrangin à Marseille.